# Коханівська сільська рада (Ананьївський район)
Коханівська сільська́ ра́да — колишня адміністративно-територіальна одиниця та орган місцевого самоврядування в Ананьївському районі Одеської області. Адміністративний центр — село Коханівка.

## Загальні відомості
Коханівська сільська рада утворена в 1963 році.
- Територія ради: 54,12 км²
- Населення ради: 905 осіб (станом на 2001 рік)
- Територією ради протікає річка Журавка

## Населені пункти
Сільській раді були підпорядковані населені пункти:
- с. Коханівка
- с. Боярка

## Населення
Згідно з переписом 1989 року населення сільської ради становило 2239 осіб, з яких 994 чоловіки та 1245 жінок.
За переписом населення 2001 року в сільській раді мешкало 905 осіб.

### Мова
Розподіл населення за рідною мовою за даними перепису 2001 року:
| Мова       | Відсоток |
| ---------- | -------- |
| українська | 93,48 %  |
| молдовська | 4,09 %   |
| російська  | 2,32 %   |

## Склад ради
Рада складалася з 12 депутатів та голови.
- Голова ради: Алтипін Анатолій Костянтинович

### Керівний склад попередніх скликань
| Прізвище, ім'я, по батькові    | Основні відомості                                                 | Дата обрання | Дата звільнення |
| ------------------------------ | ----------------------------------------------------------------- | ------------ | --------------- |
| Скараєв Анатолій Миколайович   | Сільський голова, 1953 року народження, член Народної партії      | 26.03.2006   | 31.10.2010      |
| Алтипін Анатолій Костянтинович | Сільський голова, 1949 року народження, освіта вища, безпартійний | 31.10.2010   |                 |

Примітка: таблиця складена за даними сайту Верховної Ради України

### Депутати
За результатами місцевих виборів 2010 року депутатами ради стали:

#### За суб'єктами висування
| Суб'єкт висування | Кількість обраних депутатів | %   |
| ----------------- | --------------------------- | --- |
| Самовисування     | 12                          | 100 |

#### За округами
| № округу | Прізвище, ім'я, по батькові  | Дата визнання обраним | Освіта             | Партійна приналежність                        | Відомості про обраного депутата                             |
| -------- | ---------------------------- | --------------------- | ------------------ | --------------------------------------------- | ----------------------------------------------------------- |
| 1        | Кузьмін Дмитро Олександрович | 09.11.2010            | середня            | позапартійний                                 | «Астрея», водій                                             |
| 2        | Яворський Петро Іванович     | 09.11.2010            | середня            | член Всеукраїнського об'єднання «Батьківщина» | тимчасово не працює                                         |
| 3        | Штембуляк Олександр Іванович | 09.11.2010            | середня            | член Всеукраїнського об'єднання «Батьківщина» | «Астрея», механізатор                                       |
| 4        | Багнюк Олександр Васильович  | 09.11.2010            | середня            | позапартійний                                 | загальноосвітня школа с. Коханівка, водій                   |
| 5        | Мовчан Олександр Миколайович | 09.11.2010            | середня спеціальна | позапартійний                                 | тимчасово не працює                                         |
| 6        | Багнюк Наталя Григорівна     | 09.11.2010            | вища               | позапартійна                                  | Коханівська сільська рада, секретар                         |
| 7        | Котович Ірина Миколаївна     | 09.11.2010            | середня спеціальна | член Партії регіонів                          | фельдшерсько-акушерський пункт с. Коханівка, медична сестра |
| 8        | Радиш Віталій Ярославович    | 09.11.2010            | середня спеціальна | член Всеукраїнського об'єднання «Батьківщина» | ветеринарна лікарня, ветеринарний лікар                     |
| 9        | Печоріна Ольга Михайлівна    | 09.11.2010            | середня            | член Всеукраїнського об'єднання «Батьківщина» | , технічний працівник                                       |
| 10       | Літвін Сергій Миколайович    | 09.11.2010            | середня            | член Всеукраїнського об'єднання «Батьківщина» | тимчасово не працює                                         |
| 11       | Кородуб Віктор Дмитрович     | 09.11.2010            | середня спеціальна | член Всеукраїнського об'єднання «Батьківщина» | ветеринарна лікарня, ветлікар                               |
| 12       | Марчук Андрій Миколайович    | 09.11.2010            | середня спеціальна | член Партії Зелених України                   | лісове господарство, лісничий                               |